# Зоран Прерад
Зоран Прерад (Бања Лука, 15. августа 1971.) је српски теквондоиста. Био је репрезентативац Савезне Републике Југославије и Босне и Херцеговине у тешкој категорији. На Свјетском првенству у теквондоу 1995. у Манили, Филипини освојио бронзану медаљу у тешкој категорији. На Европском првенству у теквондоу 1998. у Ајндховену, Холандија освојио је златну медаљу. Након што је добио позивницу Свјетске теквондо федерације наступио је као репрезентативац Босне и Херцеговине на Љетњим олимпијским играма 2004. у Атини. У првом мечу изгубио је резултатом 13-2 од шпанског такмичара Јона Гарсије.